# Hiéroglyphe égyptien M16

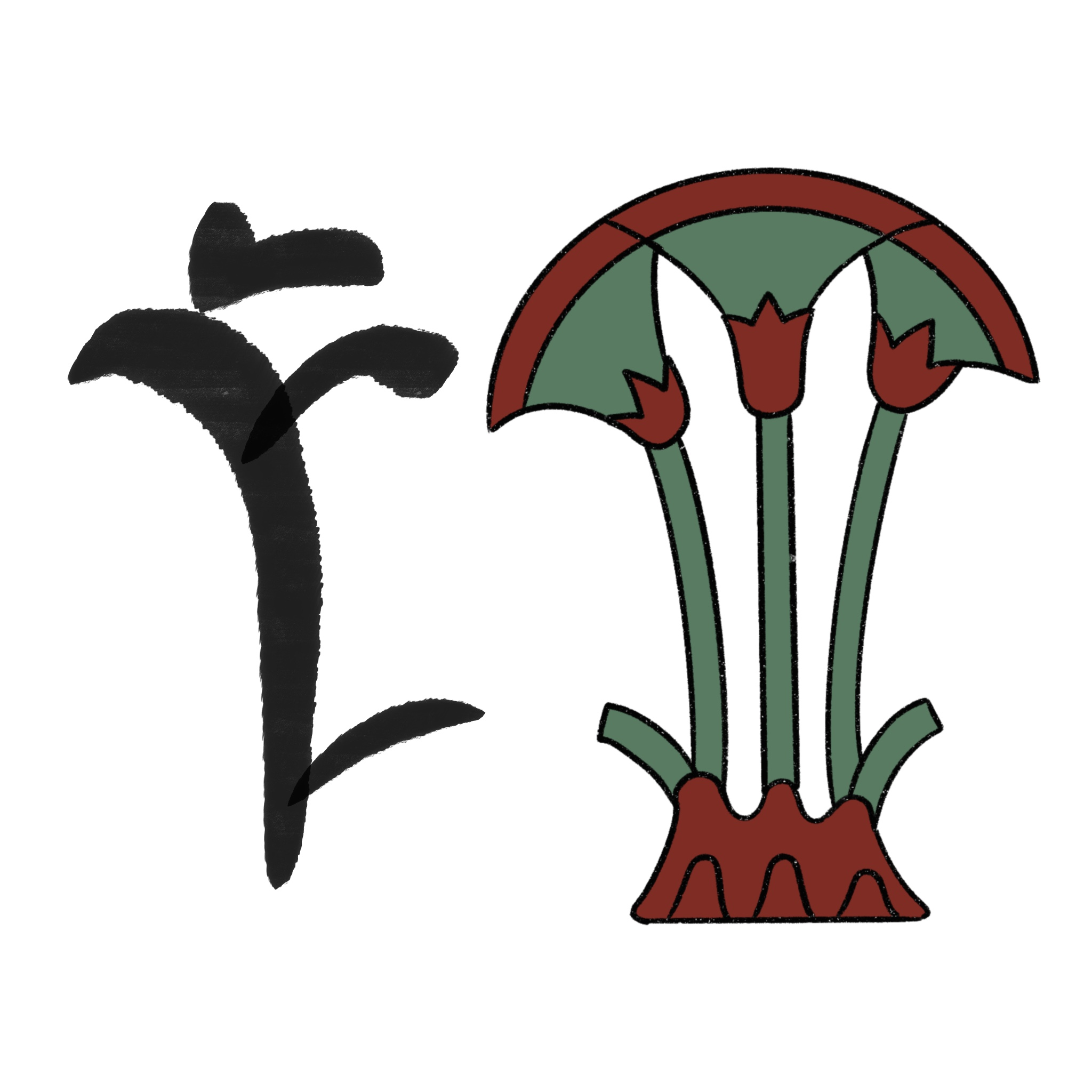
Version hiératique et hiéroglyphique

Le fourré de papyrus, en hiéroglyphes égyptiens, est classifié dans la  section M « Arbres et plantes » de la liste de Gardiner ; il y est noté M16.

## Représentation
Il représente un fourré de trois papyrus. Il est translittéré mḥw, ḥ ou ḥȝ.

## Utilisation
C'est un phonogramme bilitère de valeur ḥȝ.
| M16 | ou | M16 | A |

| M16 | ou | M16 | A |

| N16 · V22 | M16 |

| N16 · V22 | M16 |

| M15 |

| M15 |

notamment comme idéogramme du terme mḥw « Basse-Égypte, de Basse-Égypte ».

## Exemples de mots
| n · M16 | A | A2 |

| n · M16 | A | A2 |

| M16 | A | A2 |

| M16 | A | A2 |

| M16 | A | p · d |

| M16 | A | p · d |